# 이설 (인터넷 방송인)
이설(Leeseol, 1992년 2월 7일 ~ )은 대한민국의 인터넷 방송인이다.

## 생애
어린 시절에 이설의 부모가 이혼하면서 이설의 어머니는 이설과 오빠 남매를 키우게 되었는데 낮에는 신문 배달을 했고 밤에는 식당일을 했다고 한다. 하지만 이설이 중학교 3학년이 되었을 때에 이설의 어머니가 허리 수술을 받았고 오빠마저 간 질환에 시달리면서 이설은 고등학교 재학 시절부터 5년 동안에 걸쳐 어머니와 오빠의 병원비와 생활비를 마련하기 위해 소녀가장 역할을 맡게 된다.
이설은 오후 3시에 고등학교가 끝나면 아르바이트를 했고 밤부터 새벽 6시까지 또다른 아르바이트를 했다. 하지만 심야에 아르바이트를 할 수 없는 미성년자였기 때문에 지인인 언니의 등본을 빌려서 취업하기도 했다. 이설은 고등학교 재학 시절에 수면 부족 현상에 시달렸기 때문에 학교 화장실에서 잠을 자거나 코피를 흘리거나 빈혈로 쓰러지는 일이 허다했다고 한다. 기초생활수급자였던 이설은 고등학교 재학 시절에 서울 은평구에 있던 2개의 방을 가진 약 10평(33.06m2) 규모의 반지하 주택을 떠난 이후에 동대문 근처에서 자취 생활을 하면서 생활비를 마련했고 20세 시절에는 가족들의 빚도 갚았다고 한다.
이설은 2012년에 아프리카TV BJ로 데뷔했고 유튜브 채널에서도 활동했다. 이설이라는 예명은 자신이 키우는 강아지인 '작설'에서 따온 것이라고 한다. 주요 방송 컨텐츠는 여캠, 먹방, 춤캠, 게임 방송인데 게임 방송은 주로 리그 오브 레전드·오버워치·서든어택·배틀그라운드를 중심으로 하여 진행한다. 또한 걸 그룹 AOA의 멤버로 활동했던 가수 초아를 닮은 외모, 육감적인 몸매로 화제가 되기도 했다. 2015년·2016년에는 아프리카TV BJ대상 THE 20을 수상했고 2015년과 2018년에는 넥슨의 서든어택에서 이설의 모습을 딴 이설 캐릭터가 출시되기도 했다.

## 수상 및 시상식 진행

### 수상
- 2015년 아프리카TV BJ대상 THE 20 수상[8][4]
- 2016년 아프리카TV BJ대상 THE 20 수상[9]

### 시상식 진행
- 2016년 아프리카TV BJ대상 시상식 1부 (로이조와 함께 진행)[10]
- 2017년 아프리카TV BJ대상 시상식 1부 (기뉴다와 함께 진행)[11]